# Phương Sơn, Bình Đông

Vị trí tại Bình Đông

Phương Sơn (tiếng Trung: 枋山鄉; bính âm: Fāngshān Xiāng) là một hương (xã) của huyện Bình Đông, tỉnh Đài Loan, Trung Hoa Dân Quốc (Đài Loan). Phương Sơn nằm trên bán đảo Hằng Xuân vad thuộc đoạn cuối của dãy núi Trung ương. Hình dạng hương có nét đặc biệt là kéo dài và hẹp, độ dài theo chiều bắc nam lên tới 30 km trong khi theo chiều đông tây đôi khi chỉ là 0,5 km. Hương có diện tích 17,2697 km², dân số vào tháng 8 năm 2011 là 5.968 người thuộc 2.105 hộ gia đình, mật độ cư trú đạt 345,6 người/km².